# Ted Lasso
Ted Lasso är en amerikansk dramakomedi som hade premiär 2020 på streamingtjänsten Apple TV+. Titelrollen som fotbollstränaren Ted Lasso spelas av Jason Sudeikis som även utvecklat och skrivit manus till serien. Utöver Sudeikis står Bill Lawrence, Brendan Hunt och Joe Kelly bakom serien.
Serien har sänts i tre säsonger och Jason Sudeikis har inga planer på en fjärde säsong.

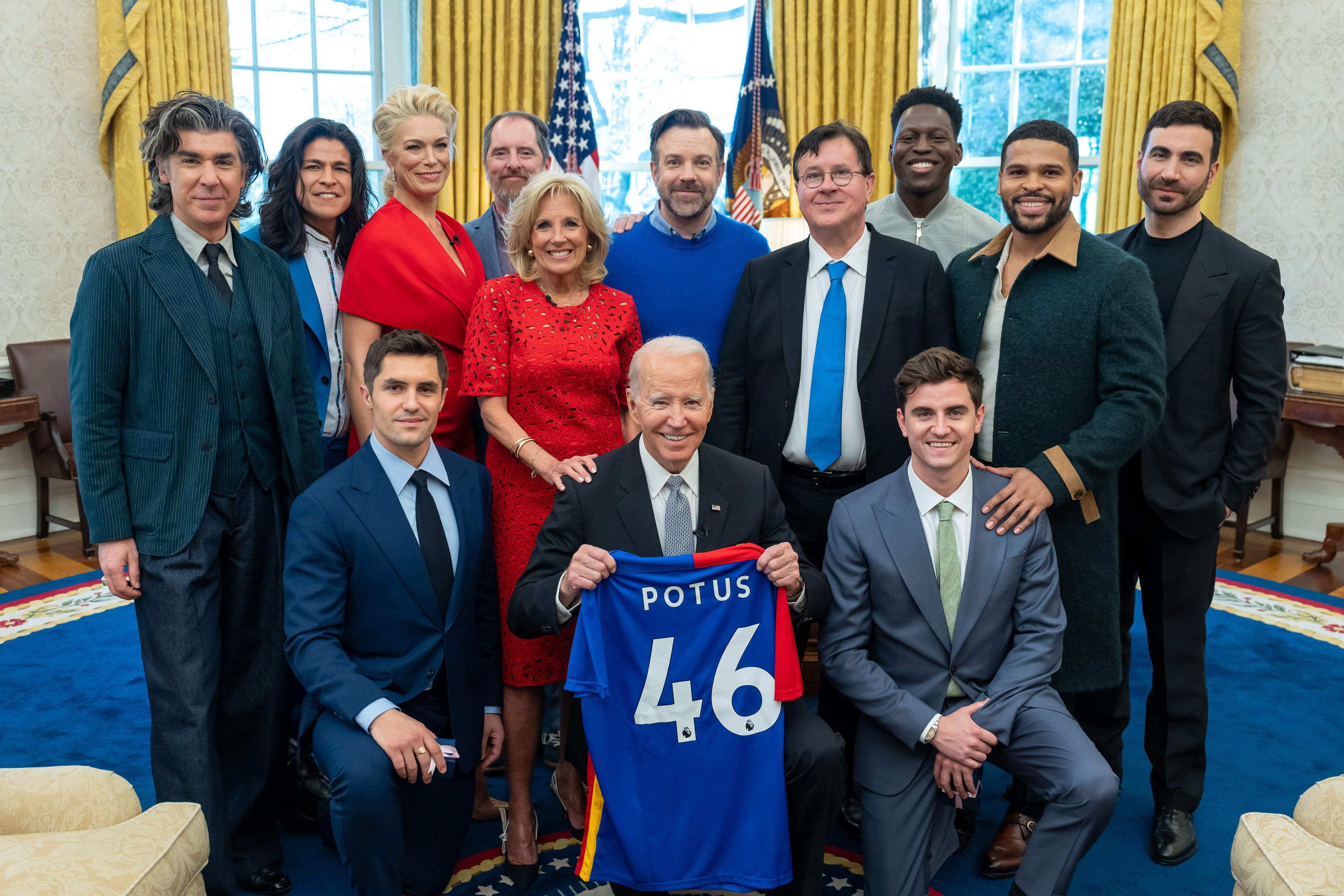
Skådespelarna i serien Ted Lasso tillsammans med Joe och Jill Biden.

Ted Lasso vann sju Emmy Awards 2021 och Jason Sudeikis tilldelades Golden Globe Awards 2020 och 2021 för rollen som Ted Lasso.

## Förutsättningar
Det fiktiva engelska Premier League-fotbollslaget AFC Richmonds ägare har förlorat laget till sin ex-hustru Rebecca Welton i deras skilsmässa. Eftersom exmaken älskade fotbollslaget bestämmer sig hon för att köra det i botten. Hon tar därför in en amerikansk tränare i amerikansk fotboll för att leda det. Det blir den sorglöse och vänlige amerikanske Ted Lasso från Kansas, som inte kan något om fotboll, England eller Europa. Han stöter på motstånd från laget, lagets ledning, media och fans. Serien kretsar sedan kring hans kulturkrockar och hur han sakta vinner lagets, och Rebeccas, förtroende med sina okonventionella metoder och sitt goda humör.

## Rollista i urval
- Jason Sudeikis – Ted Lasso
- Hannah Waddingham – Rebecca Welton
- Jeremy Swift – Leslie Higgins
- Phil Dunster – Jamie Tartt
- Brett Goldstein – Roy Kent
- Brendan Hunt – Coach Beard
- Nick Mohammed – Nathan Shelley
- Juno Temple – Keeley Jones
- Sarah Niles – Dr. Sharon Fieldstone
- Toheeb Jimoh – Sam Obisanya
- Cristo Fernández – Dani Rojas
- Charlie Hiscock – Will Kitman
- James Lance – Trent Crimm
- Annette Badland – Mae
- Anthony Head – Rupert Mannion